# Harald Heinke
Pour les articles homonymes, voir Heinke (homonymie).
Harald Heinke (né le 15 mai 1955) est un judoka est-allemand. Il participe aux Jeux olympiques d'été de 1980. Il combat dans la catégorie des poids mi-moyens et remporte la médaille de bronze.

## Palmarès

### Jeux olympiques
- Jeux olympiques de 1980 à Moscou,  Union soviétique
  -  Médaille de bronze.